# Rövidpályás gyorskorcsolya a 2012. évi téli ifjúsági olimpiai játékokon
A 2012. évi téli ifjúsági olimpiai játékokon a rövidpályás gyorskorcsolya versenyeit január 18. és 21. között rendezték Innsbruckban. Összesen 5 versenyszámban avattak ifjúsági olimpiai bajnokot.
A fiú és lány egyéni versenyeken összesen 16–16 versenyző vett részt. Csak 1996-ban vagy 1997-ben született sportolók vehettek részt.

## Éremtáblázat
(A táblázatokban az egyes számoszlopok legmagasabb értéke, vagy értékei vastagítással kiemelve.)
| A 2012. évi téli ifjúsági olimpiai játékok éremtáblázata rövidpályás gyorskorcsolyában | A 2012. évi téli ifjúsági olimpiai játékok éremtáblázata rövidpályás gyorskorcsolyában | A 2012. évi téli ifjúsági olimpiai játékok éremtáblázata rövidpályás gyorskorcsolyában | A 2012. évi téli ifjúsági olimpiai játékok éremtáblázata rövidpályás gyorskorcsolyában | A 2012. évi téli ifjúsági olimpiai játékok éremtáblázata rövidpályás gyorskorcsolyában | Olimpia  |
| -------------------------------------------------------------------------------------- | -------------------------------------------------------------------------------------- | -------------------------------------------------------------------------------------- | -------------------------------------------------------------------------------------- | -------------------------------------------------------------------------------------- | -------- |
|                                                                                        | Ország                                                                                 | Arany                                                                                  | Ezüst                                                                                  | Bronz                                                                                  | Összesen |
| 1.                                                                                     | Dél-Korea (KOR)                                                                        | 4                                                                                      | 2                                                                                      | 0                                                                                      | 6        |
| –                                                                                      | Nemzetek vegyes csapatai                                                               | 1                                                                                      | 1                                                                                      | 1                                                                                      | 3        |
|                                                                                        |                                                                                        |                                                                                        |                                                                                        |                                                                                        |          |
| 2.                                                                                     | Kína (CHN)                                                                             | 0                                                                                      | 2                                                                                      | 2                                                                                      | 3        |
|                                                                                        |                                                                                        |                                                                                        |                                                                                        |                                                                                        |          |
| 3.                                                                                     | Japán (JPN)                                                                            | 0                                                                                      | 0                                                                                      | 1                                                                                      | 1        |
| 3.                                                                                     | Olaszország (ITA)                                                                      | 0                                                                                      | 0                                                                                      | 1                                                                                      | 1        |
|                                                                                        |                                                                                        |                                                                                        |                                                                                        |                                                                                        |          |
| Összesen                                                                               | Összesen                                                                               | 5                                                                                      | 5                                                                                      | 5                                                                                      | 15       |

## Érmesek

### Fiú
| A 2012. évi téli ifjúsági olimpiai játékok érmesei fiú rövidpályás gyorskorcsolyában |                                             |          |                                             |          |                            |          |
| Versenyszám                                                                          | Arany                                       | Arany    | Ezüst                                       | Ezüst    | Bronz                      | Bronz    |
| 500 méter                                                                            | Yoon Su-min · Dél-Korea (KOR)               | 42,417   | Im Hjodzsun (Lim Hyo-jun) · Dél-Korea (KOR) | 42,482   | Hszü Hung-cse · Kína (CHN) | 42,637   |
| 1000 méter                                                                           | Im Hjodzsun (Lim Hyo-jun) · Dél-Korea (KOR) | 1:29,284 | Yoon Su-min · Dél-Korea (KOR)               | 1:29,428 | Hszü Hung-cse · Kína (CHN) | 1:29,576 |

### Lány
| A 2012. évi téli ifjúsági olimpiai játékok érmesei lány rövidpályás gyorskorcsolyában |                                |          |                         |          |                                       |          |
| Versenyszám                                                                           | Arany                          | Arany    | Ezüst                   | Ezüst    | Bronz                                 | Bronz    |
| 500 méter                                                                             | Shim Suk-hee · Dél-Korea (KOR) | 44,122   | Hszü Aj-li · Kína (CHN) | 44,593   | Nicole Martinelli · Olaszország (ITA) | 46,390   |
| 1000 méter                                                                            | Shim Suk-hee · Dél-Korea (KOR) | 1:31,661 | Hszü Aj-li · Kína (CHN) | 1:33,351 | Kikucsi Szumire · Japán (JPN)         | 1:34,254 |

### Vegyes
| A 2012. évi téli ifjúsági olimpiai játékok érmesei vegyes rövidpályás gyorskorcsolyában | | | |
| Versenyszám                                                                             | Arany | Ezüst | Bronz |
| vegyes nemzetek, 3000 m váltó (2 fiú és 2 lány, különböző nemzetekből)                  | Park Jung-hyun · Dél-Korea (KOR) · Lu Hsziu-cseng · Kína (CHN) · Hszü Aj-li · Kína (CHN) · Jack Burrows · Nagy-Britannia (GBR) | Csü Csun-jü · Kína (CHN) · Hszü Hung-cse · Kína (CHN) · Martya Dolgopolova · Ukrajna (UKR) · Aydin Djemal · Nagy-Britannia (GBR) | Shim Suk-hee · Dél-Korea (KOR) · Yoann Martinez · Franciaország (FRA) · Melanie Brantner · Ausztria (AUT) · Gyenyisz Ajrapetyan · Oroszország (RUS) |

## Naptár
| 2012. január | 18     | 19    | 20 | 21                            | Összesen |
| ------------ | ------ | ----- | -- | ----------------------------- | -------- |
| Fiú          | 1000 m | 500 m |    |                               | 2        |
| Lány         | 1000 m | 500 m |    |                               | 2        |
| Vegyes       |        |       |    | Vegyes nemzetek, 3000 m váltó | 1        |
| Összesen     | 2      | 2     | 0  | 1                             | 5        |